# Wes Archer
Wesley Meyer Archer (né le 26 novembre 1961) est un réalisateur de télévision, spécialisé dans l'animation. Il était l'un des trois animateurs originaux (avec David Silverman et Bill Kopp) des courts métrages des Simpson et a par la suite réalisé un grand nombre d'épisodes des Simpson.
Il a également travaillé pour les séries Futurama, Les Rois du Texas, Bob's Burgers, Allen Gregory, The Goode Family ou encore Rick et Morty.

## Filmographie

### PourLes Simpson
| Année | Titre                                           | Titre original                                                               | Saison | Épisode | Scénariste                                              |
| ----- | ----------------------------------------------- | ---------------------------------------------------------------------------- | ------ | ------- | ------------------------------------------------------- |
| 1990  | Un atome de bon sens                            | Homer's Odyssey                                                              | 1      | 3       | Jay Kogen et Wallace Wolodarsky                         |
| 1990  | Ste Lisa Blues                                  | Moaning Lisa                                                                 | 1      | 6       | Al Jean et Mike Reiss                                   |
| 1990  | L'Abominable Homme des bois                     | The Call of the Simpsons                                                     | 1      | 7       | John Swartzwelder                                       |
| 1990  | L'Espion qui venait de chez moi                 | The Crepes of Wrath                                                          | 1      | 11      | George Meyer, Sam Simon, John Swartzwelder et Jon Vitti |
| 1990  | Simpson Horror Show - La Maison du mauvais rêve | Treehouse of Horror - Bad Dream House                                        | 2      | 3       | John Swartzwelder                                       |
| 1990  | Sous le signe du poisson                        | Two Cars in Every Garage and Three Eyes on Every Fish                        | 2      | 4       | Sam Simon et John Swartzwelder                          |
| 1990  | Le Saut de la mort                              | Bart the Daredevil                                                           | 2      | 8       | Jay Kogen et Wallace Wolodarsky                         |
| 1991  | Un poisson nommé Fugu                           | On Fish, Two Fish, Blowfish, Blue Fish                                       | 2      | 11      | Nell Scovell                                            |
| 1991  | Fluctuat Homergitur                             | Oh Brother, Where Art Thou                                                   | 2      | 15      | Jeff Martin                                             |
| 1991  | Un pour tous, tous contre un                    | Three Men and a Comic Book                                                   | 2      | 21      | Jeff Martin                                             |
| 1991  | Lisa va à Washington                            | Mr. Lisa Goes to Washington                                                  | 3      | 2       | George Meyer                                            |
| 1992  | Le Permis d'Otto Bus                            | The Otto Show                                                                | 3      | 22      | Jeff Martin                                             |
| 1992  | La Plus Belle du quartier                       | New Kid on the Block                                                         | 4      | 8       | Conan O'Brien                                           |
| 1993  | J'aime Lisa                                     | I Love Lisa                                                                  | 4      | 15      | Frank Mula                                              |
| 1993  | Rosebud                                         | Rosebud                                                                      | 5      | 4       | John Swartzwelder                                       |
| 1993  | L'Enfer du jeu                                  | $pringfield (Or, How I Learned to Stop Worrying and Love Legalized Gambling) | 5      | 10      | Bill Oakley et Josh Weinstein                           |
| 1994  | Homer aime Flanders                             | Homer Loves Flanders                                                         | 5      | 16      | David Richardson                                        |
| 1994  | L'Amoureux de Grand-Mère                        | Lady Bouvier's Lover                                                         | 5      | 21      | Bill Oakley et Josh Weinstein                           |
| 1994  | Itchy et Scratchy Land                          | Itchy & Scratchy Land                                                        | 6      | 4       | John Swartzwelder                                       |
| 1994  | La Potion magique                               | Grampa vs. Sexual Inadequacy                                                 | 6      | 10      | Bill Oakley et Josh Weinstein                           |
| 1995  | Bart contre l'Australie                         | Bart vs. Australia                                                           | 6      | 16      | Bill Oakley et Josh Weinstein                           |
| 1995  | Qui a tiré sur M. Burns ? (Partie 2)            | Who Shot Mr. Burns? (Part Two)                                               | 7      | 1       | Bill Oakley et Josh Weinstein                           |
| 1995  | Bart vend son âme                               | Bart Sells His Soul                                                          | 7      | 4       | Greg Daniels                                            |
| 1996  | Deux mauvais voisins                            | Two Bad Neighbors                                                            | 7      | 13      | Ken Keeler                                              |
| 1996  | Le Jour où la violence s'est éteinte            | The Day the Violence Died                                                    | 7      | 8       | John Swartzwelder                                       |
| 1996  | Homer le rocker                                 | Homerpalooza                                                                 | 7      | 24      | Brent Forrester                                         |

### PourFuturama
- 2002 : Kif et le Polichinelle dans le tiroir
- 2002 : Fry : le pourquoi du comment

### PourLes Rois du Texas
- 1997 : Hank et Peggy
- 1998 : La St-Valentin
- 1999 : Mort à Ste-Irène
- 1999 : L'Écume des lèvres
- 2003 : Rock-détente pour un gars d'bicycle
- 2003 : The Incredible Hank

### PourDésenchantée
- 2018 : 
  - La princesse des ténèbres
  - La Chute du Dreamland
  - Nos corps, nos elfes